# 平成25年台風第26号
平成25年台風第26号（へいせい25ねんたいふうだい26ごう、アジア名：Wipha）は、2013年10月に関東地方に接近した台風である。この台風の影響で、伊豆諸島の伊豆大島で記録的な大雨となり、土石流により甚大な被害が発生した。これを指して伊豆大島土砂災害とも呼ばれる。

## 概要

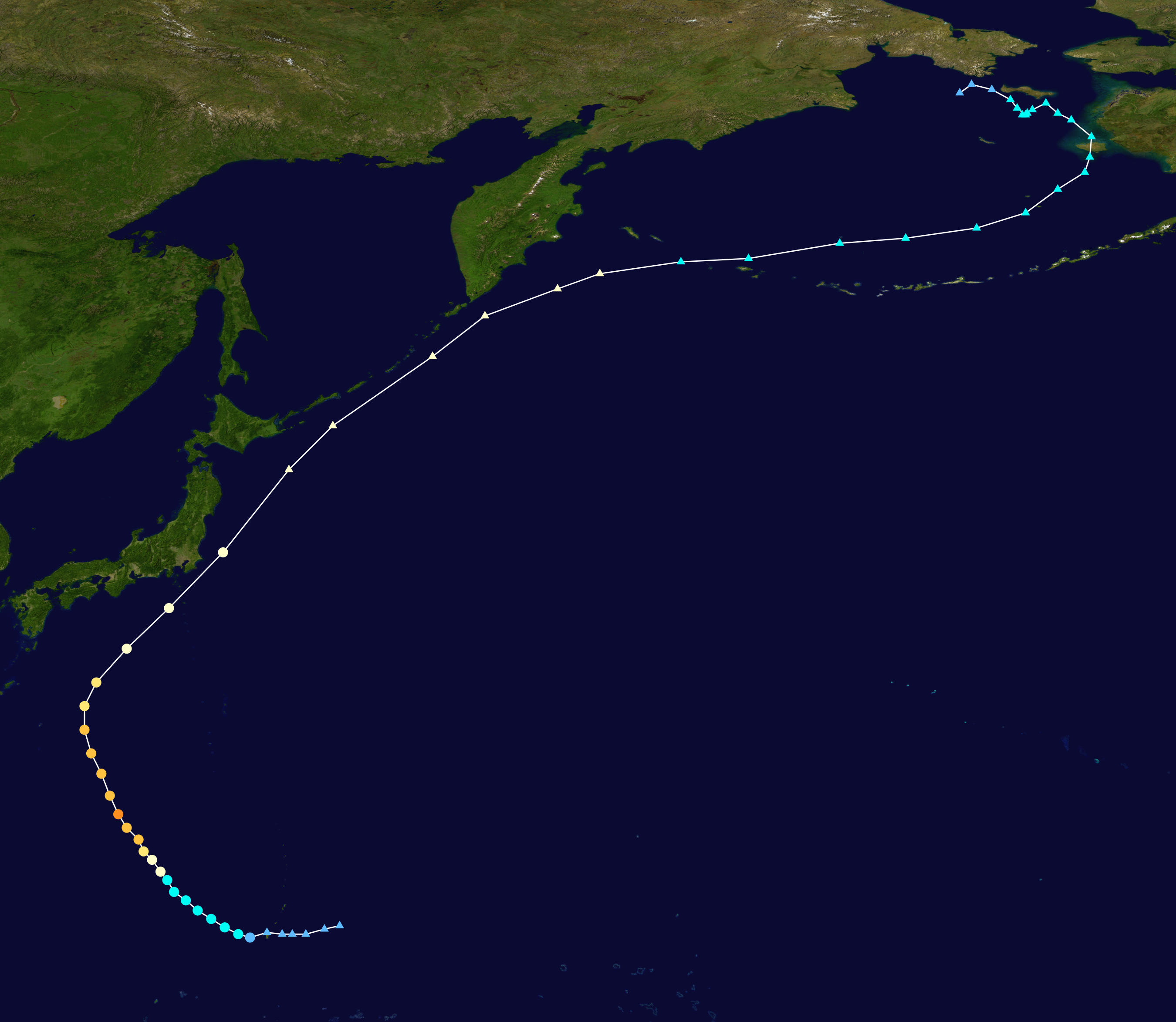
進路図

2013年10月11日3時にマリアナ諸島付近で台風26号が発生し、アジア名「ウィパー（Wipha）」と命名された。命名国はタイで、女性の名前に由来する。また、フィリピン大気地球物理天文局はこの台風について、フィリピン名「ティーノ（Tino）」と命名している。台風は勢力を強めながら日本の南海上を北西に進み、速度を速めながら北上を続けた。気象庁は15日午後より、関東地方に接近・上陸する台風としては「10年に一度の強い勢力」として警戒を呼びかけた。26号は大型で強い勢力のまま暴風域を伴って、16日の明け方に伊豆諸島北部を通過、午前中に房総半島東岸をかすめ、15時に三陸沖で温帯低気圧に変わった。温帯低気圧に変わった後も、北海道をはじめとした地域に影響をもたらした。

## 気象状況

### 大雨
東京都、千葉県、茨城県の14地点で、観測史上最大の24時間降水量を記録した。
特に伊豆大島では、北東-南西方向に伸びる線状降水帯が停滞したため、台風接近前の16日未明から1時間に100ミリ以上の猛烈な雨が数時間降り続き、24時間雨量が800ミリを超える記録的な大雨となった。この大雨は、関東平野および房総半島から流れ込む冷たい空気と、東から流れ込む台風北側の温かく湿った空気がぶつかって前線（降水帯）が発生したことでもたらされた。
1時間雨量
東京都大島町（伊豆大島）：122.5ミリ（16日3時53分まで）
大島町内では東京都設置の雨量計でも90 - 110ミリの猛烈な雨が観測されている。
24時間雨量
東京都大島町（伊豆大島）：824ミリ（16日8時20分まで）

### 暴風
最大瞬間風速
北海道襟裳岬：46.9m/s（16日12時11分）
千葉県銚子市：46.1m/s（16日8時19分）
宮城県江ノ島：45.5m/s（16日9時32分）
最大風速
北海道襟裳岬：34.9m/s（16日12時36分）
宮城県江ノ島：33.6m/s（16日9時49分）
千葉県銚子市：33.5m/s（16日8時25分）

### 降雪
台風から変化した温帯低気圧が太平洋を通過した関係で、北海道上空に強い寒気が流れ込み、道内173観測地点のうち74カ所で今季最低気温を観測、旭川市や帯広市、釧路市では前年より1カ月以上早い初雪を観測し、帯広市では帯広測候所に記録が残る1961年以降最も早い積雪（1センチ未満）を記録、遠軽町白滝では17日0時現在、30センチの積雪となった。

## 被害
| 都道府県 | 死者・行方不明者数 | 死者・行方不明者数 | 負傷者数 | 負傷者数 |
|          | 死者               | 行方不明           | 重傷     | 軽傷     |
| -------- | ------------------ | ------------------ | -------- | -------- |
| 岩手県   |                    |                    |          | 4        |
| 宮城県   |                    |                    | 1        | 2        |
| 福島県   |                    |                    |          | 1        |
| 茨城県   |                    |                    | 1        | 12       |
| 栃木県   |                    |                    | 1        | 17       |
| 群馬県   |                    |                    | 1        | 1        |
| 埼玉県   |                    |                    | 1        | 11       |
| 千葉県   | 1                  |                    | 3        | 18       |
| 東京都   | 37                 | 3                  | 10       | 15       |
| 神奈川県 | 1                  |                    | 2        | 11       |
| 新潟県   |                    |                    |          | 3        |
| 富山県   |                    |                    | 1        |          |
| 長野県   |                    |                    |          | 1        |
| 静岡県   | 1                  |                    | 5        | 3        |
| 愛知県   |                    |                    |          | 3        |
| 三重県   |                    |                    |          | 1        |
| 福岡県   |                    |                    | 1        |          |
| 合計     | 40                 | 3                  | 27       | 103      |

### 人的被害
右表を参照。

### 住家被害
東京都・宮城県・茨城県・栃木県・群馬県・千葉県・静岡県の7都県で合計86棟が全壊、61棟が半壊するという被害が出た。そのほか、16都県で合計947棟の一部破損、4都県で合計1,884棟の床上浸水、11都県で合計4,258棟の床下浸水の被害があった。
政府は、10月18日に東京都大島町、10月23日に千葉県茂原市、10月25日に茨城県行方市への被災者生活再建支援法の適用を決定した（適用日はいずれも平成25年10月16日）。
東京都は11月15日、大島町に対し、東京都被災者生活再建支援金支給と東京都災害援護資金貸付の実施を決定した。

### 伊豆大島の土石流
16日、東京都大島町（伊豆大島）西部において、外輪山中腹が幅約950mにわたって崩落し、土石流（ラハール）が発生した。土石流は西に向かって沢に沿うように河口部まで流れ、被害は長さ約1,200m、範囲は約114万m2に及んだ。この土石流は、元町神達地区や元町三丁目といった集落を飲み込み、36人が死亡、22人が重軽傷を負い、3人が行方不明となっている（2014年1月15日現在）。
東京都は16日、大島町に災害救助法を適用した。

#### 捜索活動

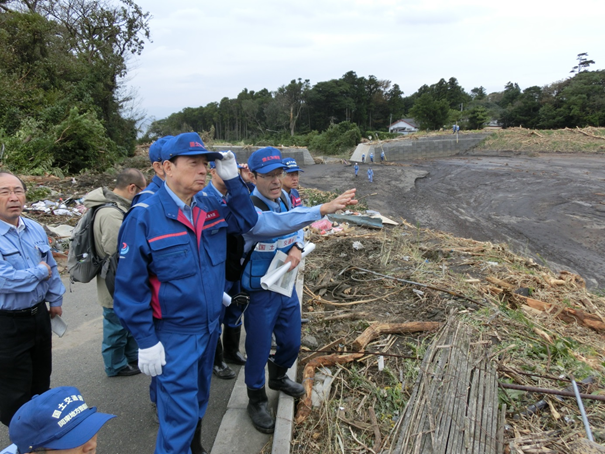
伊豆大島を視察する、国土交通大臣（当時）の太田昭宏。10月19日撮影。

東京消防庁は、大島町から消防相互応援協定に基づく応援要請を受け、消防救助機動部隊（ハイパーレスキュー）や航空隊等を派遣し捜索救助活動に当たった。さらに東京消防庁は消防相互応援協定とは別に緊急消防援助隊の指揮支援隊も派遣した。
総務省消防庁は、都知事から消防庁長官に緊急消防援助隊の要請があり、東京、千葉、神奈川、埼玉、静岡県の消防本部から緊急消防援助隊を派遣する事を決め、横浜市消防局特別高度救助部隊（スーパーレンジャー）など関東ブロック消防局の特別高度救助隊や消防防災航空隊等が派遣された。
警視庁は、被災地警察の応援要請を受け、特殊救助隊や機動隊員、警備犬等を派遣し災害警備活動に当たった。
海上保安庁も潜水士や巡視船などにより行方不明者の捜索を行った。
国土交通省は夜間における救助救命活動を支援する大型照明車5台、被災地の通信を確保するための衛星通信車等、合計13台を派遣、土石流が発生した被災箇所(元町丸塚)に監視カメラを設置し、東京都、大島町への画像配信を実施。
。
防衛省・自衛隊は16日、東京都知事からの災害派遣要請を受け、部隊を派遣した。20日、「離島であり交通が困難な伊豆大島での今後の災害派遣活動をより効果的に行う」などのため、東部方面総監を指揮官とした伊豆大島災統合任務部隊を組織した。
11月8日に陸上での行方不明者の発見の可能性はないとの判断で捜索活動は打ち切りとなり、順次各部隊は撤収した。

### 土砂災害
上記以外にも、東京都や神奈川県・千葉県・茨城県などで崖崩れや土砂崩れが相次いで発生した。
- 千葉県成田市では16日、土砂崩れに巻き込まれて1人が死亡した[1][27]。

### 水難・海難事故
- 16日午前、神奈川県二宮町の西湘バイパス地下をくぐる住宅地と海岸を結ぶ歩行者用トンネル内において、小学生男児2人が高波にさらわれ行方不明となった[28][10]。1人の死亡が確認され、もう1人は27日現在も捜索が続けられている[29]。
- 16日5時45分ごろ、東京都町田市の境川において1人が流され、のちに死亡が確認された[24]。
- 千葉県館山市の沖合において16日6時過ぎ、パナマ船籍の貨物船が強風にあおられて座礁しフィリピン人乗員1人が負傷した[30][10]。
- 韓国・浦項市の港において15日15時40分ごろ、パナマ船籍の貨物船が高波によって沈没し、9人が死亡、2人が行方不明となった[31]。

### 避難指示
崖崩れや河川が氾濫危険水位に達する等により、青森県・埼玉県・千葉県の3県、15,677世帯・38,642人に避難指示が出された。一方、土石流災害による死者が発生した伊豆大島・大島町では、16日2時49分、元町地区の住民から「家の中に泥が流れ込んできた」と警視庁大島警察署に通報があり、現場に赴いた署員が危険を感じたため、3時10分と同26分の2度にわたり町役場に電話、防災無線を流し、避難勧告するよう要請したが、町は防災無線で沢の氾濫に注意するよう求めただけで避難勧告をしなかった。

## 影響

### 交通

#### 鉄道

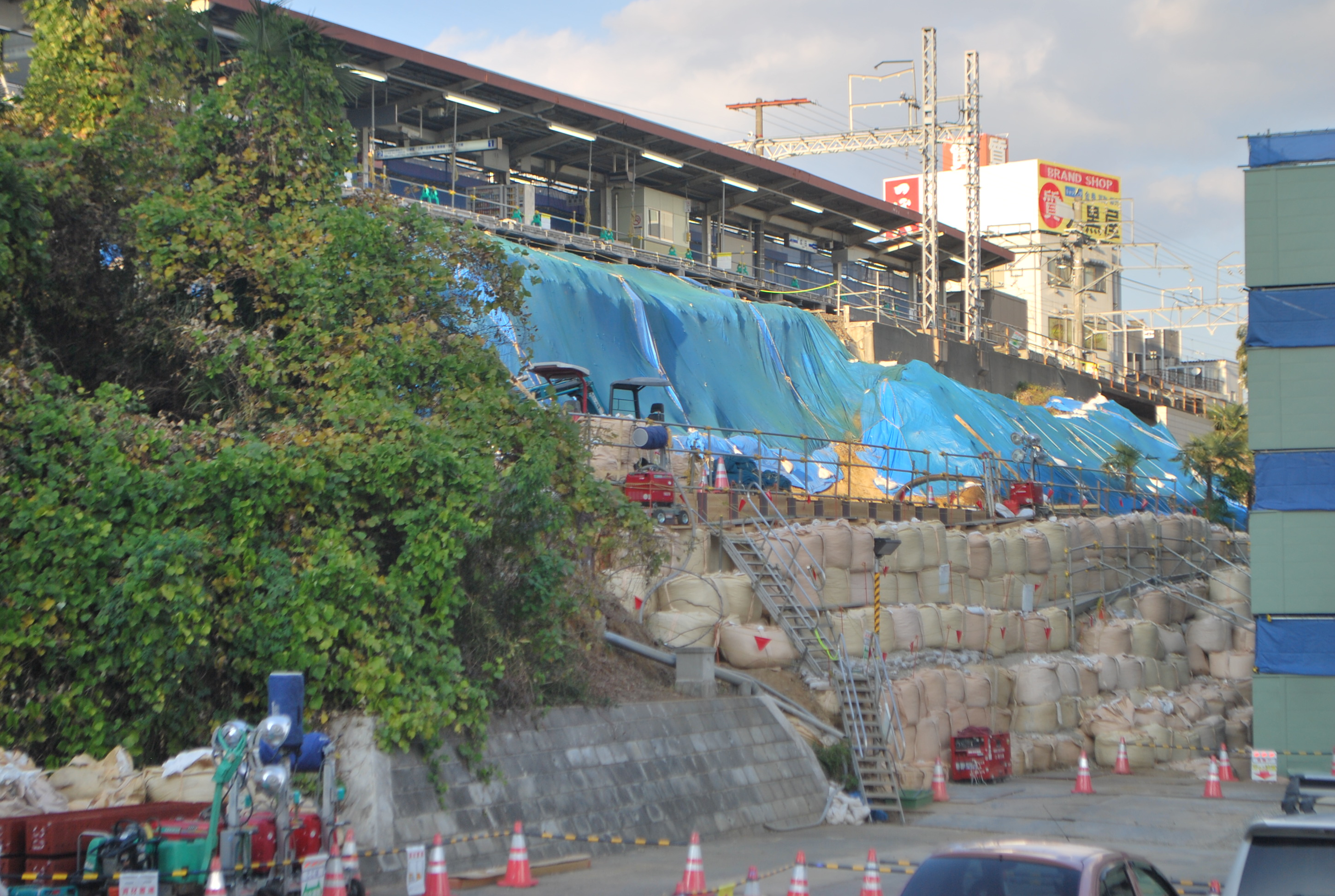
大雨によって崩落した、京成成田駅1番線下の法面の復旧工事。

関東地方を中心に、多くの路線で強風や大雨によって運休や遅れが相次いだ。
- 東日本旅客鉄道仙台支社では、前日15時の時点で16日の始発からすべての在来線の運休を決定[33]。東京支社、横浜支社、大宮支社、八王子支社、千葉支社、高崎支社、長野支社、新潟支社、盛岡支社においても、新幹線をはじめとする多数の路線で、運休や間引き運転を実施した[34][35][36][37]。また、東日本旅客鉄道の列車運行情報ページが一時閲覧不能になる事態も発生した[38]。
  - 一部路線では土砂流入のため17日以降も運休が続き、成田線（下総神崎駅 - 佐原駅間）が17日17時半頃まで、内房線（佐貫町駅 - 浜金谷駅間）が19日の終電まで運休[39]。久留里線は18日12時頃より木更津駅 - 久留里駅間で運転を再開したものの、久留里駅 - 上総亀山駅間は11月13日まで運休となった[40][41]。
- 京成電鉄では、京成成田駅の「のり面」が崩壊し、同駅と宗吾参道駅との間で上下線とも不通となった[42]。
- 小田急電鉄では、下北沢駅地下ホームにおいて線路が冠水し、一時運転を見合わせた[43]。
- 京浜急行電鉄では、県立大学駅付近の線路において土砂が流入し、全線で一時運転を見合わせた[44]。
- 小湊鉄道では19日まで里見駅 - 上総中野駅間が運休。20日より里見駅 - 養老渓谷駅間で運転を再開したが[40]、養老渓谷駅 - 上総中野駅間は翌年の3月19日まで運休となり、代行バスによる運転が約5か月に渡り続いた[45]。

#### 航空
15日の夕方以降羽田を発着する路線を中心に欠航が相次いだ。16日も羽田・成田・仙台を中心に、計514便が欠航した。

#### 道路
土砂崩落が発生した圏央道をはじめ、東京湾アクアラインや東名高速道路などの高速道路で通行止めが相次いだ。
- 新東名高速道路において、3台のトラックが強風によって横転した[10]。

#### 高速バス
首都圏や仙台・釧路を発着する路線を中心に、運休が相次いだ。

### その他
- 東京スカイツリーは16日、展望台の営業を終日取りやめた[47]。東京ソラマチ、東京タワー大展望台は通常通り営業。
- 南関東1都3県の3,000以上の公立学校が、16日に臨時休校や始業時間の繰り下げ等の対応を行った[48]。
- 伊豆大島にある静岡県の伊豆半島東海岸向けのテレビ中継局（伊豆東海岸テレビ中継局）が被害を受け、放送が中断した[49][50][51]。
- 宮城県牡鹿半島では、荒波の影響によって牡蠣の養殖いかだが流出する等の被害があった[52]。
- 北海道各地で約2万1000戸が停電、148校が臨時休校、列車195本、航空便90便、フェリー16便が運休、国道、道道計91路線111区間が通行止め[12]。根室市の珸瑤瑁郵便局は台風により局舎外壁が崩壊したため一時閉鎖され、2015年3月30日に新局舎で営業を再開した[53]。
- 競艇・全日本選手権競走平和島大会2日目が、中止・順延となった[54]。
- 千葉県茂原市の茂原市立図書館では、一宮川の氾濫により所蔵する書籍やCD約1万5000点、インターネット機器などが浸水の被害を受けた[55][56]。その後復旧のためしばらく休館し10月29日に再開したものの、11月になって茂原駅前の南総サンヴェルプラザへの全面移転を決定した[57]。